# Giovanni Emo (1419-1483)

Stemma Emo

Giovanni Emo (Venezia, 21 febbraio 1419 – Pontelagoscuro, 15 settembre 1483) è stato un ambasciatore, diplomatico e militare italiano.

## Biografia

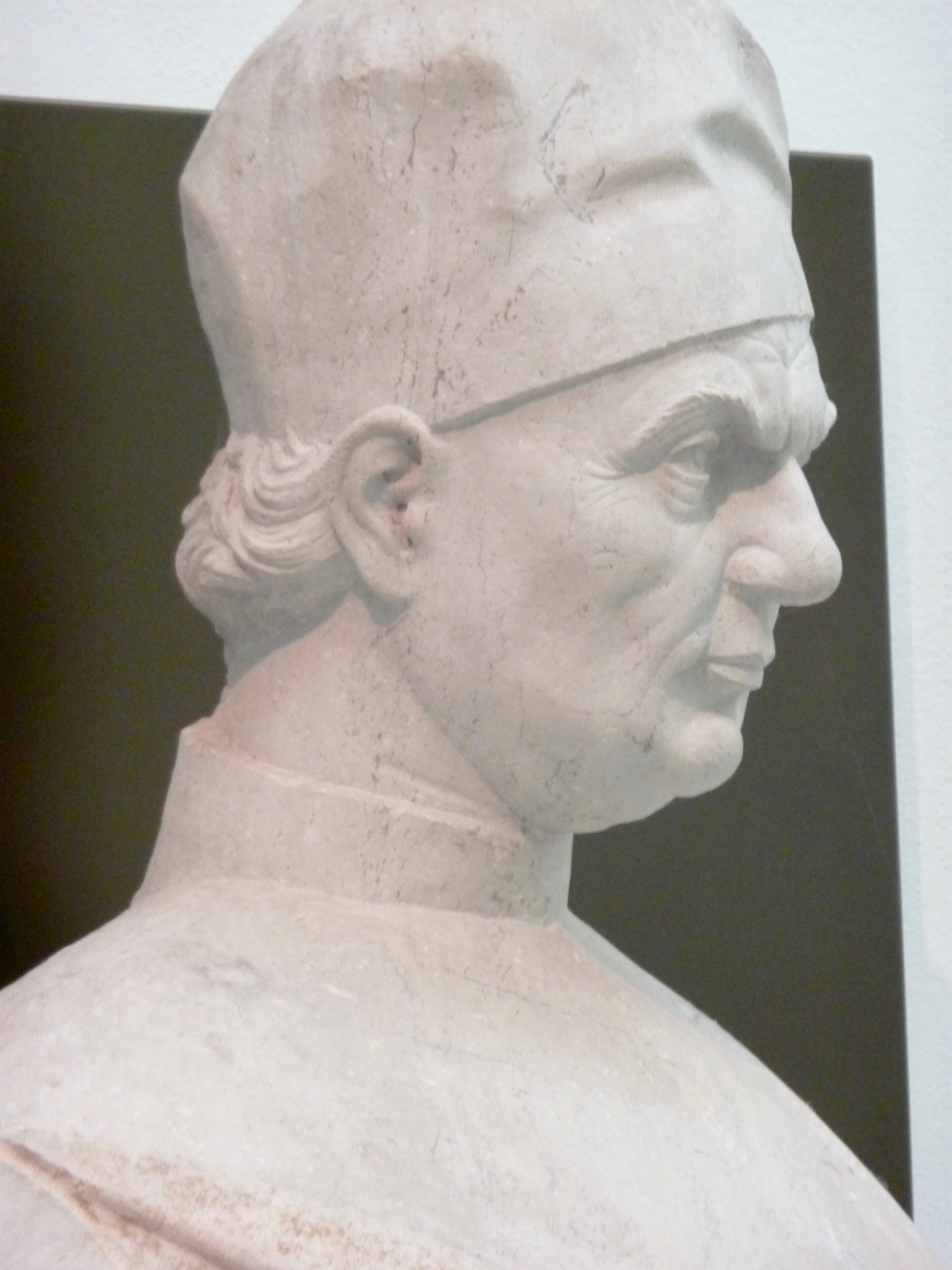
Particolare della statua di Giovanni Emo già sulla sua tomba monumentale nella demolita chiesa dei Servi di Venezia, fine XV secolo, Vicena, palazzo Chiericati

Figlio unico di Giorgio di Giovanni e Maria Venier, nipote del doge Antonio Venier, nacque a Venezia, nella parrocchia di San Marcuola nel sestiere di Cannaregio.
L'essere figlio unico gli permise di seguire gli studi umanistici e di essere esentato da quelli che erano gli obblighi di ogni giovane veneziano: il tirocinio presso la marcatura con gli imbarchi marittimi verso est. Il 9 settembre 1442, a soli ventitré anni, fu eletto tra i Giudici di petizion, e nel triennio 1448 -1451 fece parte dei Quarantia criminal
Sposò Chiara Priuli di Giacomo di Costantino, che morì giovanissima. Sposò poi, in seconde nozze, Elisabetta Molin di Giovanni. Dei suoi figli Giorgio nato dal primo matrimonio, divenne un personaggio di rilievo presso la Repubblica di Venezia, mentre Giuseppe e in particolare Leonardo divennero ricchi mercanti veneziani.

### Le ambasciate
Il 25 febbraio 1443 ricevette il primo incarico come ambasciatore. Venne inviato alla corte d'Ungheria presso il re Mattia Corvino per convincerlo ad appoggiare un'offensiva contro i turchi che stavano conquistando il territorio della Bosnia. In quel tempo le forze veneziane erano occupate nella guerra contro gli Ottomani, necessitavano di un appoggio importante. Gli Ungheresi e il papa erano quelli che maggiormente dovevano temere l'avanzata dell'Impero turco. L'ambasciata ottenne il risultato aspettato, se Venezia avesse dato il suo supporto con quaranta galee a Morea il re era pronto a fianco di Giorgio Castriota Scanderbeg a fermare l’avanzata turca. Alla lega si compose anche con papa Pio II e Luigi XI di Francia e Filippo III di Borgogna duca di Borgogna e malgrado gli aiuti, la guerra si protrasse tra vittorie e sconfitte.
Dovette poi recarsi a Roma a informare il papa sui risvolti bellici, invitandolo a partecipare con maggior impegno in forze e poi a Napoli ad assistere al matrimonio tra Ippolita Maria Sforza e il duca Alfonso di Calabria, figlio del re Ferdinando.
Il 12 ottobre 1466, in qualità di podestà e capitano di Belluno poté entrare trionfante nella cittadina dove si occupò delle attività estrattive minerarie della Valle Imperina e della fornitura di legname indispensabile per il mantenimento della flotta veneziana. dove rimase fino al 27 marzo 1468 quando ottenne un periodo di riposo dalle sue attività pubbliche.  Ma non erano certo tempi che permettevano a un diplomatico di riposare, nel l luglio 1469 ritornò dal re ungherese a fornire un appoggio finanziario indispensabile al Corvino per proseguire nella guerra.
Tornato a Venezia fu nominato membro del Consiglio dei Dieci nel 1471 battendosi, senza risultato, contro la nomina nominare tra gli elettori ducali, di Nicolò Tron che godeva di maggior appoggio, denunciando le sue attività feneratizie. Nel 1472 si recò a Damasco da al-Ashraf Khalil sultano d'Egitto per chiedere la liberazione del console, e che ottenne con successo il 7 gennaio 1473 dopo la consegna di ricchi doni. Il sultano garantiva anche la consegna di pepe puro macinato secco sempre che Venezia garantisse il pagamento in oro non unito a rame. Nel medesimo anno fu presente a Venezia all'elezione del doge Nicolò Marcello. Sempre nel 1473, causa il protrarsi della guerra conto i turchi che assediavano Croia e Scutari, e che temevano intralazzi tra Galeazzo Maria Sforza e il duca di Ferrara, che era anche questi alleato dal re di Francia, dovette recandosi a Napoli per sostenere gli accordi di alleanza che il re francese aveva preso con la Repubblica di Venezia. Anche se la missione non ebbe risvolto favorevole riuscì a migliorare gli accordi commerciali tra gli stati, facendo ritorno a Venezia nel settembre del 1474. Non risulta fosse però presente all'elezione nel dicembre del doge Pietro Mocenigo, anche perché costretto a ripartire per l'Ungheria a sostituire l'ambasciatore Francesco Venier e successivamente recarsi nuvovamente a Costantinopoli per incontrare Maometto II e cercare di trovare un accordo di pace non troppo gravoso per la repubblica come le trattative stavano prospettando. L'unico risultato che ottenne fu però il recupero di un'icona della Vergine che si diceva raffigurasse le vere fattezze della madre di Gesù.

### L'attività militare
Nominato Savio di Terraferma impegnò i primi mesi del 1476 partecipando all'elezione del doge Andrea Vendramin, e nominato capitano l'11 agosto si recò d'istanza a Brescia, dove fu sostituito da Francesco Diedo. Nel 1477 venne contattato da Ludovico il Moro che timoroso per i gravi fatti che si susseguivano a Genova chiedeva aiuto al Senato veneziano. Nel 1478, l'8 marzo con Antonio Venier e un reparto di soldati si recò a Firenze dove, a conseguenza dei gravi fatti causati dalla congiura dei Pazzi, si erano susseguiti fatti e vendette che dovevano venire placate, prima che intervenissero gli stati limitrofi. L'Emo si fermò sul territorio fino all'estate quando fu nominato luogotenente della Patria nel Friuli.
Non si recò a Udine da solo ma con altri rappresentanti della repubblica veneta, egli fu infatti accompagnato da: Domenico Zorzi, Zaccaria Barbaro e Candiano Bollani, con i quali dovette ripristinare le strutture difensive lungo l'Isonzo per limitare le incursioni degli ottomani. Sul territorio friulano l'Elmo si fermò fino al 23 giugno 1480, dove collaborò al rinforzo della fortezza di Gradisca. Il suo rientro a Venezia fu però limitato nel tempo. Il 1º ottobre 1481 fu nominato consigliere ducale, e successivamente saviato del Consiglio, ma non aveva certo l'indole politica e con la guerra del Polesine, si recò a Bologna per cercare di annullare l'alleanza con Ferrara e il 9 maggio 1482 fu nominato provveditore in campo, prendendo poi il posto di Antonio Loredan di provveditore generale, carica che lo costrinse a recarsi nel Polesine dove infuriava la guerra contro Ferrara comandata da Roberto Sanseverino. La sua presenza è documentata nella conquista di Lendinara e Badia ma nel settembre del medesimo anno si ammalò di malaria e dovette far ritorno a Venezia, dove riprese il suo ruolo politico. Con la guarigione tornò sul campo di battaglia e nel settembre del 1483 riuscì a conquistare la rocca di Stellata, ma durante un'azione bellica a Lagoscuro fu sbalzato dal cavallo che lo calpestò. L'incidente si presentò subito grave e Giovanni Emo morì nell'accampamento militare il 15 settembre 1483.
Il suo corpo fu portato a Venezia dai figli e sepolto in un'arca funeraria avente una statua che lo raffigurava in veste di senatore, nella chiesa di Santa Maria dei Servi. Per i suoi servizi all'ordine dei Servi, gli era stato concesso nel 1482 un altare per la sepoltura. La statua funeraria venne acquistata nel 1818 da conte Girolamo Velo di Vicenza.